# Coelioxys rhinosa
Coelioxys rhinosa is een vliesvleugelig insect uit de familie Megachilidae. De wetenschappelijke naam van de soort werd voor het eerst geldig gepubliceerd in 1911 door Theodore Dru Alison Cockerell.